# Lotus 99T

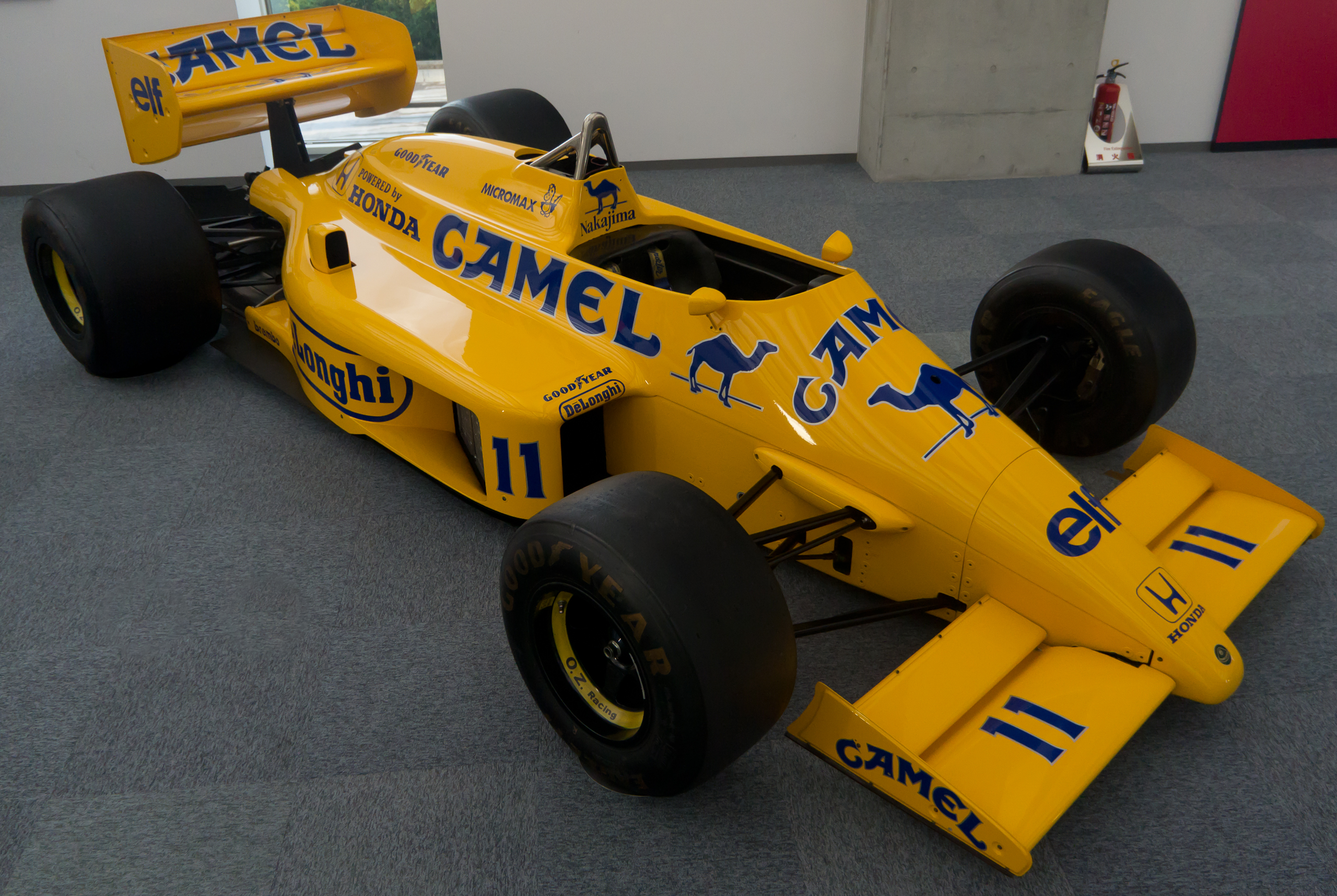
Lotus 99T.

El Lotus 99T fue un coche de Fórmula 1 diseñado por Gérard Ducarouge para Lotus para la temporada 1987 de Fórmula 1. Después de que Renault se marchara de la Fórmula 1 a finales de 1986, Lotus firmó un pacto con Honda para usar el enorme potencial de sus motores de 1500cc de turbocompresión. Como parte del trato, Lotus aceptó contratar a Satoru Nakajima como compañero de equipo de Ayrton Senna. John Player Special fue remplazado por Camel como principal patrocinador.
El 99T fue el primer Lotus al que se le incorporó al chasis la suspensión activa electrónica. Los beneficios del sistema de una consistente altura sobre el asfalto sin inclinación en el chasis llegaban a ser costosos a medida que el sistema añadía peso significativo al coche.A pesar de ello Ducarouge mejoró sustancialmente el rendimiento pasando muchas horas en el túnel de viento por el contrario.
El 99T se vio que era muy competitivo en las manos de Senna, quien ganó dos veces e hizo pódium en otras seis carreras en la temporada. Esto le ayudó a él y al equipo a conseguir el tercer puesto en el mundial de pilotos y de constructores. Senna también proporcionó un conmovedor final esa temporada, con su victoria en el Gran Premio del este de los Estados Unidos de 1987 que era la última victoria para el equipo Lotus, antes de su marcha a McLaren.
El 99T se actualizó para la temporada 1988 al 100T; el coche técnicamente no tenía cambios virtuales, excepto el rediseño de la sección de la bigotera, mayor base de rodamiento y la parte trasera del coche más ajustada. El nuevo líder del equipo Nelson Piquet hizo puntuar al coche de forma consistente pero sin embargo no fue capaz de otorgar ninguna victoria más al casillero de Lotus.